# Pontoy
Pontoy é uma comuna francesa na região administrativa de Grande Leste, no departamento de Mosela. Estende-se por uma área de 10,12 km². Em 2010 a comuna tinha 510 habitantes (densidade: 50,4 hab./km²).